# ALT Linux (przedsiębiorstwo)
ALT Linux — firma zajmująca się tworzeniem wolnego oprogramowania. Firma powstała w wyniku połączenia rosyjskich projektów IPLabs Linux Team i Linux RuNet

## Historia
W 2004 roku firma ALT Linux zrealizowała:
- rządowe zamówienie Ministerstwa Ekonomicznego Rozwoju i Handlu Federacji Rosyjskiej na opracowanie rekomendacji o wykorzystaniu wolnego oprogramowania w państwowym sektorze i stworzenie projektu standardu elektronicznego formatu organizacyjno-zarządzającej dokumentacji na podstawie otwartych standardów i wykorzystania wolnego oprogramowania;
- opracowanie kompleksowego, produkcyjnego systemu kontroli jakości sprzętu komputerowego dla firmy MaxSelect ze wsparciem rozdzielenia struktury produkcji;
- opracowanie obronnego internetwork screena (2 klasa bezpieczeństwa ME) "IWK-Kolczuga" na zamówienie firmy IWK;
- wypuszczenie dystrybucji GNU/Linux: ALT Linux 2.3 Compact, ALT Linux 2.3 Junior, ALT Linux 2.4 Master; wydanie zbioru wieloplatformowych programów biurowych «Свободный офис» 2.0 (Wolny office 2.0); udostępnienie zintegrowanego systemu dla organizacji biurowej serwera SOHO Server 2.0;
- dostarczenie dystrybucji ALT Linux 2.3 Junior do wiejskich szkół Południowego Federalnego okręgu i do szkół w Moskwie; wydanie specjalizowanej wersji dystrybucji ALT Linux Junior dla uzupełnienia nowego wydania podręcznika do informatyki N. D. Ugrinowicza.

## Zadeklarowane cele firmy
- Produkcja wielofunkcyjnych i niezawodnych systemów operacyjnych na bazie GNU/Linux do wykorzystania na serwerach i stacjach roboczych.
- Wprowadzenie szerokiego spektrum rozwiązań na podstawie dystrybucji ALT Linux, usługi towarzyszące i wsparcie techniczne.
- Tworzenie systemowych i użytkowych programów dla UNIX; cross-platformowe opracowania z wykorzystaniem efektywnych współczesnych technologii programowania i tworzenia interfejsu użytkownika[1].